# USS San Francisco (C-5)
USS San Francisco (C-5) byla chráněný křižník námořnictva Spojených států amerických. Ve službě byl s přestávkami v letech 1890–1921. Od roku 1911 přitom po přestavbě sloužil jako minonoska.

## Stavba

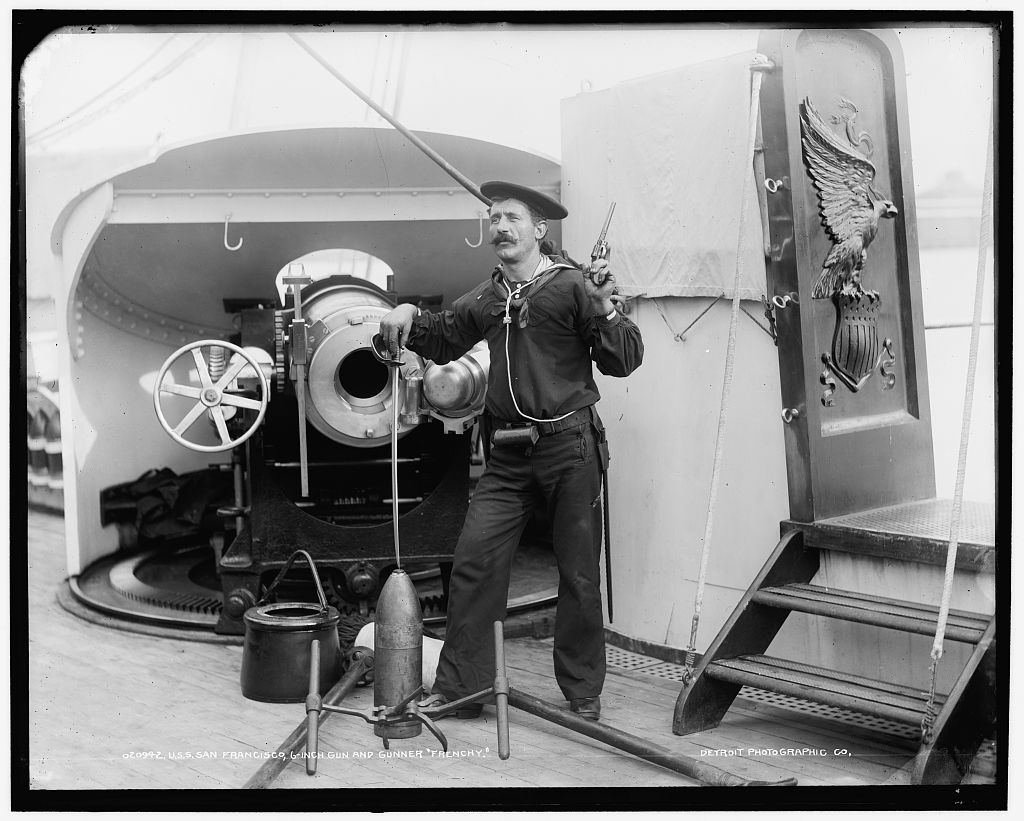
Námořník u 152mm kanónů křižníku USS San Francisco

Stavba byla objednána roku 1887. Křižník postavila americká loděnice Union Iron Works v San Francisku. Kýl byl založen 14. srpna 1888, na vodu byla loď spuštěna 26. října 1889 a do služby byla přijata 15. listopadu 1890.

## Konstrukce

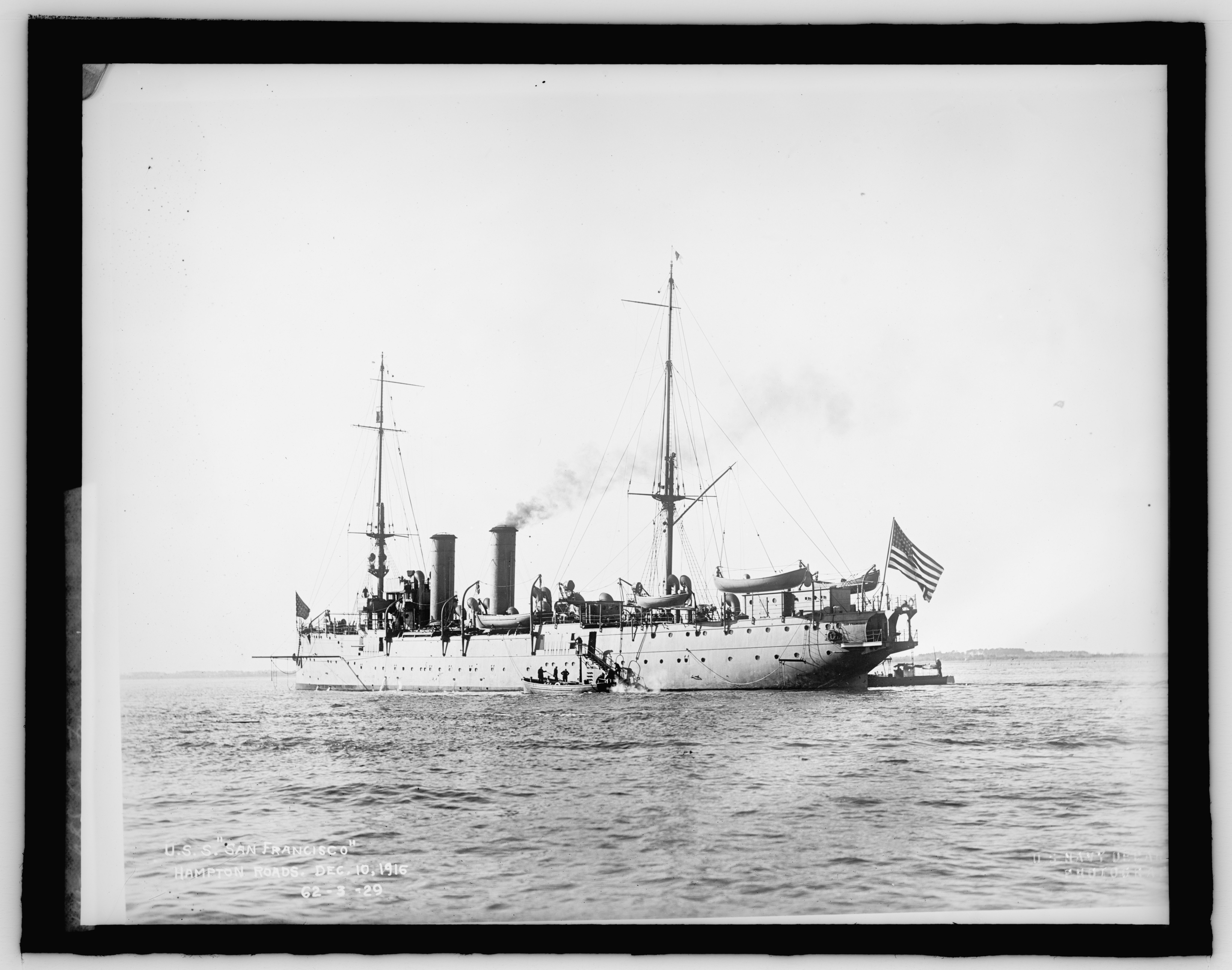
Minonoska USS San Francisco v roce 1916

Výzbroj tvořilo dvanáct 152mm kanónů, čtyři 57mm kanóny, čtyři 47mm kanóny a dva 37mm kanóny. Pohonný systém tvořily čtyři kotle a parní stroje o výkonu 10 500 hp, pohánějící dva lodní šrouby. Nejvyšší rychlost dosahovala 19 uzlů. Dosah byl 7400 námořních mil při rychlosti 10 uzlů.

### Modernizace
V letech 1908–1911 byl křižník v loděnici Norfolk Navy Yard v Portsmouthu přestavěn na minonosku. Novou výzbroj tvořilo osm 127mm kanónů a až 180 námořních min. Upraven byl také pohonný systém, kde původní kotle nahradilo osm nových typu Babcock & Wilcox.

## Služba
Minonoska San Francisco byla nasazena za první světové války. Roku 1921 byla vyřazena z aktivní služby. Během pobytu v rezervě byla nejprve roku 1921 přejmenována na Tahoe a roku 1931 na Yosemite. Roku 1939 byla prodána do šrotu.